# Stammham, Altötting
Stammham är en kommun och ort i Landkreis Altötting i Regierungsbezirk Oberbayern i förbundslandet Bayern i Tyskland.
Kommunen ingår i kommunalförbundet Marktl tillsammans med kommunen Marktl.